# Weilersbach
Weilersbach là một đô thị thuộc huyện Forchheim trong bang Bayern nước Đức. Đô thị Weilersbach có diện tích 8,62 km², dân số thời điểm 31 tháng 12 năm 2006 là 2045 người.